# Самма (династия)
Самма — династия джамов (эмиров), правившая в Синде и Белуджистане (Пакистан) в 1336—1521 годах.

## Исторический фон
Синд — это плодородная долина с субтропическим климатом, орошаемая рекой Инд, место расположения некоторых из самых древних цивилизаций в мире, с поселениями, датируемыми 7000 годом до нашей эры. На протяжении веков Синд был под контролем многих империй, чередующихся с периодами независимости. До того, как династия Самма взяла власть в свои руки, Синд управлялся династией Соорма, сначала как номинальные вассалы Фатимидского халифата, а затем как вассалы Делийского султаната, который достиг своего наибольшего могущества при Мухаммеде ибн Туглаке (1325—1351).
Саммы, местный раджпутский клан, получили контроль над городом Татта в Южном Синде от другой раджпутской династии Соомра около 1335 года и расширили свою территорию на север до Бхаккара. В 1361—1362 годах делийский султан Фируз Шах Туглак вторгся в Синд и вновь привел династию Самма под свой сюзеренитет. На протяжении всего периода династии Самма тюркские группы нападали с северо-запада, в том числе и те, которые возглавлял Тимур (Тамерлан), разграбивший Дели в 1398 году. Синд остался под контролем Хизр-хана, основателя династии Сайидов, который был назначен губернатором провинций Синд и Мултан от имени Тамерлана. Джамы из клана Самма оставались под властью династии Сайидов до 1451 года. Позднее синдская династия Самма был окончательно разгромлена династией Аргун, которая были вытеснена из Кандагара в Афганистане Бабуром в 1519—1520 годах.

## Начало династии
Сведения о первых годах династии Самма очень отрывочны. Мы знаем от Ибн Баттуты, что в 1333 году клан Самма поднял восстание, которое возглавил джамом Унаром. Раджпутский клан Самма сверг клан Соомра вскоре после 1335 года, и последний правитель Соомра нашел убежище у губернатора Гуджарата под защитой делийского султана Мухаммада ибн Туглука. Мухаммад ибн Туглак совершил поход против Синда в 1351 году и погиб в Сондхе, возможно, в попытке восстановить династии Соомра. С этого периода династии Самма стала независимой. Следующий делийский султан Фируз Шах Туглак дважды нападал на Синд в 1365 и 1367 годах, но с подкреплениями из Дели он позже добился капитуляции джама Банхабины (1352—1367). Он был взят в плен и доставлен в Дели. Династия Самма изгнала династию Соомра и правила Синдом в течение 1365—1521 годов. Примерно в то же время община Синди Сваранкар вернулась из Кача в свои родные земли в Синде, и некоторые поселились на Пустых землях на берегах реки Синд рядом с сегодняшним Даду, Синд. К концу 1500 года почти вся община Синди-Сваранкар вернулась в Синд. Этот период знаменует начало суфистского учения в Синде.
После 1367 года джамы Саммы вновь подчинились Делийскому султанату. Позже, когда рухнул Делийский султанат после индийского похода Тамерлана, династия Самма стала полностью независимой. В течение большей части периода правления династии Самма Синд был политически и экономически связан с Гуджаратским султанатом. Монеты, отчеканенные династией Самма, показывают титулы «Султан» и «Шах», а также «Джам», правители западного Гуджарата также являются частью клана Самма и непосредственно происходят от джама Унара (1336—1339), первого правителя династии Самма. Даже раджпуты клана Чудасама из Гуджарата также являются частью клана Самма, они все ещё являются индуистами и распространены в районе Джунагадха и районе Бхал штата Гуджарат.

## Список правителей династии Самма
- Унар (1336—1339)
- Джуна (1339—1352), брат предыдущего
- Банхабина (1352—1367), сын Унара
- Тимаджи (1367—1379), брат предыдущего
- Салах ад-дин (1379—1389), сын предыдущего
- Низам ад-дин (1389—1391)
- Али Шер (1391—1398)
- Карн (1398)
- Фатх-хан (1398—1414)
- Туглак (1414—1442), брат предыдущего
- Мубарек (1442)
- Сикандар (1442—1444), сын Фатх-хана
- Райдхан (1444—1453)
- Санджар (1453—1461), сын Али Шера
- Низам ад-дин (1461—1508), брат предыдущего
- Фироз (1508—1527), сын предыдущего.